# Kai-Eric Fitzner
Kai-Eric Fitzner (* 9. Mai 1970 in Bremen) ist ein deutscher Schriftsteller und ehemaliger Softwareunternehmer.

## Leben
Fitzner ist verheiratet und Vater dreier Kinder. Er lebt mit seiner Familie in Oldenburg. Bis 2014 war er dort bei einem Softwareunternehmen angestellt; anschließend machte er sich selbständig. Am 8. Mai 2015 wurde Fitzner mit Herzrhythmusstörungen ins Krankenhaus eingeliefert. Vier Tage später erlitt er einen schweren Schlaganfall und musste ins künstliche Koma versetzt werden. Nach etwa einem Monat wurde er aus dem künstlichen Koma aufgeweckt und begann mit den Rehabilitationsmaßnahmen. Bis heute leidet Kai-Eric Fitzner unter Aphasie.
Fitzner sorgte 2015 mit seinem in Oldenburg spielenden Roman Willkommen im Meer für Aufsehen, den er von Oktober 2005 bis Januar 2006 geschrieben hatte. 2009 war der Roman im Selbstverlag erschienen; erst im Februar 2015 veröffentlichte Fitzner eine überarbeitete Fassung. Das Cover des Romans wurde von Fitzners Ehefrau Raja Caetano gestaltet.
Nachdem der Roman bis dahin wenig Verbreitung gefunden hatte, stieg er nach einem Aufruf, den Fitzners Ehefrau am 19. Mai 2015 auf Facebook gepostet hatte, auf Platz 1 der Bestsellerliste der deutschen Amazon-Version. Im Aufruf wurde auf die finanzielle Notlage nach dem Schlaganfall Fitzners wenige Tage zuvor hingewiesen und um Unterstützung durch den Kauf des Buches gebeten. Der Bochumer Blogger Johannes Korten verbreitete den Aufruf unter dem Hashtag #einBuchfuerKai und sammelte zudem bis Ende Juni 2015 über 13.000 Euro an Spendengeldern. Das zuvor wenig bekannte Werk entwickelte sich zu einem Überraschungserfolg. Die Verlagsgruppe Droemer Knaur brachte den Roman im Juli 2015 als E-Book, im August 2015 als gedruckte Paperback-Ausgabe auf den Markt. Johannes Korten wurde für sein Engagement mit dem Virenschleuder-Preis 2015 in der Kategorie „Persönlichkeit des Jahres“ ausgezeichnet.
Fitzners zweites Buch der Roman Krumme Dinger erschien im August 2017.

## Werke (Auswahl)
- Willkommen im Meer, ISBN 1505428777
- Krumme Dinger, ISBN 978-3426519127